# CEP Lorient Breizh Basket
Actualités
Le CEP Lorient Breizh Basket, anciennement CEP Lorient basket-ball jusqu'en 2021, est un club français de basket-ball évoluant en Nationale 1 (3e division du championnat de France), basé à Lorient. Il s'agit d'une section du club omnisports du patronage le Cercle d'Éducation Physique de Lorient (CEP Lorient).

## Historique
- 1934 : Création du club omnisports par l’abbé Laudrin
- 1951 : Champion de France d'honneur
- 1952 : Champion d'Excellence (Groupe E) et montée en National (1er division de l'époque)
- 1953 : L'équipe termine 8e de son groupe et est reléguée en Excellence
- 1984 : Le CEP termine le championnat de Nationale 3 invaincu et retrouve la Nationale 2, 21 ans après sa dernière apparition.
- 1985 : Les cépistes  terminent 5e de Nationale 2 et accèdent à la Nationale 1B nouvellement créée.
- 1986 : Accession à la Nationale 1A
- 1987 : Le club est quart de finaliste du Championnat de France
- 1988 : Le club, 12e de la saison régulière, est huitième de finaliste du Championnat de France
- 1989 : Le club, 9e de la saison régulière, est huitième de finaliste du Championnat de France
- 1990 : Rétrogradation en Nationale 1B
- 1991 : Dépôt de bilan, le club repart en Nationale 4
- 2012 : Accession au Championnat de France de basket-ball de Nationale masculine 2
- 2016 : Accession au Championnat de France de basket-ball de Nationale masculine 1
- 2018 : Finaliste du Championnat de France de basket-ball de Nationale masculine 1 2017-2018
- 2021 : Le club change son nom et devient le CEP Lorient Breizh Basket

## Palmarès
- Champion de France d'honneur : 1951

## Bilan saison par saison

### Premier passage dans l'élite
| Saison    | Div.         | Class.          | %Vic  | V - (N)- D | Phase finale | Entraîneur         |
| --------- | ------------ | --------------- | ----- | ---------- | ------------ | ------------------ |
| 1950-1951 | 3 Honneur    | 1re /8          | 100 % | 14-0-0     | Champion     | Valdemārs Baumanis |
| 1951-1952 | 2 Excellence | 1re/8 - Poule E | 93 %  | 13-0-1     | Quart        | Valdemārs Baumanis |
| 1952-1953 | 1 Nationale  | 8e/10 - Poule B | 33 %  | 6-1-11     | -            | Valdemārs Baumanis |
| 1953-1954 | 2 Excellence | 3e/8 - Poule C  | 64 %  | 9-0-5      | -            | Valdemārs Baumanis |
| 1954-1955 | 2 Excellence | 3e/8 - Poule D  | 64 %  | 9-0-5      | -            | Valdemārs Baumanis |

Légende : 1,2,3 : échelons de la compétition

### Les grandes années
| Saison                                       | Div.           | Class.               | %Vic     | V - (N)- D   | Phase finale            | Entraîneur                |
| -------------------------------------------- | -------------- | -------------------- | -------- | ------------ | ----------------------- | ------------------------- |
| 1982-1983                                    | 3 Nationale 3  | 2e /12 Poule D       | 77 %     | 17-2-3       | -                       | Yvon Ferré                |
| 1983-1984                                    | 3 Nationale 3  | 1re /11 Poule D      | 100 %    | 20-0-0       | Quart                   | Manu Dutrus               |
| 1984-1985                                    | 2 Nationale 2  | 5e /12 Poule B       | 59 %     | 13-0-9       | -                       | Manu Dutrus               |
| 1985-1986                                    | 1 Nationale 1  | 6e/12 N1B            | 55 %     | 12 - 10      | 5e/12 - Groupe 2        | Jacky Quinio              |
| 1986-1987                                    | 1 Nationale 1  | 3e/8 Gr. A 8e/12 N1A | 57 % 32% | 8 - 6 7-1-14 | Quarts de finale        | Jacky Quinio              |
| 1987-1988                                    | 1 Nationale 1A | 12e/16               | 30 %     | 9-1-20       | Huitièmes de Finale     | Jacky Quinio              |
| 1988-1989                                    | 1 Nationale 1A | 9e/16                | 37 %     | 11-19        | Huitièmes de Finale     | Christian Chabalier       |
| 1989-1990                                    | 1 Nationale 1A | 16e/18               | 24 %     | 8-26         | 8e/8 - Barrages N1A-N1B | Alejandro Arteaga         |
| 1990-1991                                    | 2 Nationale 1B | 17e/17               | 15 %     | 5-27         | -                       | S. Candelon Jacques Penth |
| Dépôt de bilan et relégation en Nationale 4. |                |                      |          |              |                         |                           |

Légende : 1,2,3 : échelons de la compétition

### L'époque moderne
| Saison    | Div.           | Class.           | %Vic | V - D   | Phase finale              | Coupe de France | Entraîneur                  |
| --------- | -------------- | ---------------- | ---- | ------- | ------------------------- | --------------- | --------------------------- |
| 2008-2009 | 6 Prénationale | 1re/12           | 82 % | 18 - 4  | -                         | Non qualifié    | Christophe Gicquel          |
| 2009-2010 | 5 N3M          | 9e/12 - Poule E  | 36 % | 8 - 14  | -                         | Non qualifié    | Johann Praud                |
| 2010-2011 | 5 N3M          | 4e/12 - Poule E  | 73 % | 16 - 6  | -                         | Non qualifié    | Johann Praud                |
| 2011-2012 | 5 N3M          | 1re/12 - Poule F | 82 % | 18 - 4  | Quarts de finale          | Non qualifié    | Johann Praud                |
| 2012-2013 | 4 N2M          | 5e/14 - Poule C  | 54 % | 14 - 12 | -                         | Non qualifié    | Christophe Gicquel          |
| 2013-2014 | 4 N2M          | 3e/14 - Poule C  | 65 % | 17 - 9  | -                         | Non qualifié    | Christophe Gicquel          |
| 2014-2015 | 4 N2M          | 7e/14 - Poule C  | 50 % | 13 - 13 | -                         | Non qualifié    | C. Gicquel Dominique Guéret |
| 2015-2016 | 4 N2M          | 1re/14 - Poule C | 88 % | 23 - 3  | Finaliste                 | Non qualifié    | Philippe Maucourant         |
| 2016-2017 | 3 N1M          | 12e/18           | 47 % | 16 - 18 | -                         | 32e de finale   | Philippe Maucourant         |
| 2017-2018 | 3 N1M          | 8e/18            | 50 % | 17 - 17 | Finaliste                 | 16e de finale   | Philippe Maucourant         |
| 2018-2019 | 3 N1M          | 12e/14 - Poule B | 46 % | 11 - 13 | 1re/8 - Poule de maintien | 32e de finale   | Philippe Maucourant         |
| 2019-2020 | 3 N1M          | 14e/14 - Poule A | 27 % | 7 - 19  | Annulée                   | 64e de finale   | Philippe Maucourant         |
| 2020-2021 | 3 N1M          | 5e/14 - Poule A  | 65 % | 17 - 9  | Annulée                   | 64e de finale   | Philippe Maucourant         |
| 2021-2022 | 3 N1M          | 3e/14 - Poule A  | 73 % | 19 - 7  | 4e/10 - Poule de montée   | 64e de finale   | Philippe Maucourant         |
| 2021-2022 | 3 N1M          | 3e/14 - Poule A  | 73 % | 19 - 7  | Demi-finaliste            | 64e de finale   | Philippe Maucourant         |
| 2022-2023 | 3 N1M          | 7e/14 - Poule A  | 54 % | 14 - 12 | 1e/10 - Poule moyenne     | 64e de finale   | Philippe Maucourant         |
| 2022-2023 | 3 N1M          | 7e/14 - Poule A  | 54 % | 14 - 12 | 8e de finale              | 64e de finale   | Philippe Maucourant         |
| 2023-2024 | 3 N1M          | 11e/14 - Poule A | 38 % | 10 - 16 | 5e/8 - Poule de maintien  | 64e de finale   | Morgan Belnou               |
| 2024-2025 | 3 N1M          | 8e/14 - Poule A  | 42 % | 11 - 15 | 4e/14 - Poule de maintien | 64e de finale   | Pascal Thibaud              |

Légende : 3,4,5,6 : échelons de la compétition

## Entraîneurs
- 1947-1956 :  Valdemārs Baumanis
- 1983-1985 :  Manu Dutrus
- 1985-1988 :  Jacky Quinio
- 1988-1989 :  Christian Chabalier
- 1989-1990 :  Alejandro Arteaga
- 1990-1991 :  Sylvain Candelon puis Jacques Penth
- 2000-2001 :  Olivier Garry
- 2005-2008 :  Yann Le Ligeour
- 2008-2009 :  Christophe Gicquel
- 2009-2012 :  Johann Praud

- 2012-oct. 2014 :  Christophe Gicquel
- oct. 2014 :  Jonathan Rivet (intérim)
- oct. 2014-2015 :  Dominique Guéret
- 2015-2023:  Philippe Maucourant
- 2023-2024:  Morgan Belnou[1]
- 2024-2015:  Pascal Thibaud[2],[3]

## Joueurs célèbres ou marquants
- Janis Zebelins
- Léonids Lusars
- Louis Bertorelle
- Manu Dutrus
- John Stroeder
- Craig Robinson
- Edward O'Brien
- Oumar N'Doye
- Bruno Lejeune
- Derek Pope
- Phil Lockett
- Olivier Garry
- Christophe Evano
- Naji Hibbert
- Mathieu Bigote
- Jared Newson
- Ronaldas Rutkauskas